# Chrysler Imperial Parade Phaeton
Chrysler Imperial Parade Phaeton foi um carro fabricado pela Chrysler entre 1930 e 1952, e também de 1992 até 1998.